# John Moore (photographe)
Pour les articles homonymes, voir John Moore et Moore.
John Moore est un photo-journaliste et correspondant de guerre américain, né en 1967.
Lauréat d’un Prix Pulitzer en 2005 et de la médaille d’or Robert Capa en 2007, il travaille pour l’agence Getty Images.

## Biographie
John Moore commence sa carrière de journaliste comme stagiaire et photographe sportif dans des journaux américains tels que le Idaho Statesman, le Pittsburgh Press, ou  The Sacramento Bee, pendant qu’il étudie la communication au département de radio-télévision-film de l’Université d’Austin au Texas.
Après avoir obtenu son diplôme, il est engagé par l’agence de presse américaine Associated Press en 1990, d’abord au Nicaragua puis en Inde en Afrique du Sud etc. Il y réalise principalement de la photographie documentaire.  
Il fera ses débuts en tant de photographe de guerre lorsqu’il couvre la famine en Somalie. Il représente la seule agence de presse sur les lieux lorsque les États-Unis, alors gouvernés par George Bush (père), lancent l’opération Restore Hope en décembre 1992. 
Il restera treize ans chez Associated Press avant de rejoindre l’agence Getty Images en 2005, changeant ainsi son mode de travail. N’ayant plus le support fourni par Associated Press, il gère lui-même ses missions.
Depuis 2010, il traverse les États-Unis travaillant sur les effets de la récession dans les ménages américains et sur les problèmes liés à l’immigration, notamment la mise en avant de la militarisation de la frontière. 
En 2018, John Moore est l’auteur de la photographie de Yanela Varela, une Hondurienne âgée de deux ans qui devient rapidement le symbole des enfants séparés et de la politique anti-immigrationniste de Donald Trump faisant notamment la couverture de Time avant que la presse ne rectifie que celle-ci n’est pas une enfant séparée,. Avec cette photo, il obtient le World Press Photo of the Year 2019.
Robert Moore vit et travail à New York.

## Principaux clichés et reportages
- La couverture de la guerre d’Irak avec Associated Press.
- Les troubles au Pakistan et l’assassinat de Benazir Bhutto, dirigeante du Parti du peuple pakistanais [6].
- La militarisation de la frontière sud des États-Unis.
- La récession américaine et l’expulsion de familles de leur domicile.
- Mary McHugh, allongée sur la tombe de son fiancé, le sergent James Regan, au cimetière national d’Arlington pendant le Memorial Day[6].
- L’épidémie de maladie à virus Ebola au Liberia.

## Prix et distinctions
- 1997 : Prix John Faber pour son travail sur des camps de réfugiés au Zaïre[7].
- 2005 : Prix Pulitzer Breaking News Photographie en équipe (AP) pour la couverture de la guerre d’Irak[8].
- 2005 : 3e Prix General News, World Press Photo[9].
- 2007 : Médaille d’or Robert Capa pour la couverture de l’assassinat de Benazir Bhutto[10].
- 2008 : 1er prix Spot News Stories, World Press Photo[11].
- 2008 : 1er prix Spot News, World Press Photo[12].
- 2008 : Première place catégories War&Disaster et News Stories, 4th China International Press Photo Contest[8].
- 2012 : Finaliste du prix Pulitzer de la photographie d’actualité pour avoir couvert les printemps arabes, en équipe (GI) [13].
- 2012 : 2e prix Stories, World Press Photo[14].
- 2015 : Prix de la photo de l’année, 11th China International Press Photo Contest[15].
- 2019 : World Press Photo of the Year pour Crying Girl on the Border[5].
- 2021 : TIME’s Top 100 Photos of 2021[16]